# Phoxinellus pseudalepidotus
Phoxinellus pseudalepidotus är en fiskart som beskrevs av Bogutskaya och Zupancic 2003. Phoxinellus pseudalepidotus ingår i släktet Phoxinellus och familjen karpfiskar. IUCN kategoriserar arten globalt som sårbar. Inga underarter finns listade i Catalogue of Life.